# キューバ人の一覧
キューバ共和国
República de Cuba
この項目では、キューバ共和国の特筆されるべき出身者を列挙する。キューバ系アメリカ人についてはキューバ系アメリカ人の一覧を参照。

## 芸術とエンターテイメント

### 俳優
- マリーア・コンチータ・アルフォンソ, 女優
- デシ・アルナス, 俳優
- レニ・アロサレーナ, 俳優
- マネラ・ブスタマンテ, 女優
- エミリアーノ・ディエス, 俳優
- ラウール・エスパルサ, 俳優
- セサール・エボラ, 俳優
- フランシスコ・ガートルノ, 俳優
- ダナイ・ガルシア, 女優
- ベリア・マルティネス, 女優、歌手
- アナ・マルガリータ・マルティネス＝カサード, 女優、歌手
- エバ・メンデス, 女優
- デイシー・フエンテス, 女優
- キャメロン・ディアス, 女優
- ニック・カンパナリオ, 俳優、ミュージシャン、発見者、チャンピオンシップボウラー
- フリオ・オスカル・メチョーソ, 俳優
- エンリケ・モリーナ, 俳優
- ルイス・オケンド, 俳優

- マリオ・エルネスト・サンチェス, 俳優、テアトロ・アバンテの創設者
- ロシータ・フォルネス, 女優、歌手、ショーウーマン (vedette)
- ラケル・レブエルタ 女優、歌手、ショーウーマン (vedette)
- マリーア・デ・ロス・アンヘレス・サンタナ, 女優
- ヒナ・カブレーラ, 女優
- マルガリータ・バルボア, 女優
- スサーナ・ペレス, 女優
- ミニン・ブホネス, 女優
- エンリケ・サンティエスタバン, 俳優
- ヘルマン・ピネージ, 俳優、プレゼンター
- リタ・モンタネール 女優、歌手、ショーウーマン (vedette)

- アナ・ラサージェ, 女優 (スペインの女優、キューバ生まれ)
- スティーヴン・バウアー, 俳優
- エクトール・キンテーロ. 俳優、プレイライター、ディレクター、プレゼンター
- マルタ・デル・リオ, 女優
- オダリス・フエンテス, 女優
- デイシー・グラナードス, 女優
- エスリンダ・ヌーニェス, 女優
- ニノン・セビージャ, 女優、歌手、ルンバダンサー
- ローサ・カルミーナ, 女優
- アンディ・ガルシア, 俳優
- フェデリコ・ピニェイロ, 俳優（エル・フエス）
- レオポルド・フェルナンデス 俳優
- ラス・アロンソ 俳優

### 芸術家、ファッションデザイナー
- アグスティン・カルデナス, 彫刻家
- アルベルト・コルダ, 写真家
- アレックス・アンドレ・アレチェア, 画家, 彫刻家
- アメリア・ペラエス, 画家
- カルロス・エンリケス, 画家
- ウンベルト・ヘスス・カストロ ガルシア, 画家
- ホセ・ベルナル, 画家
- ホセ・ビラルタ・サーベドラ, 彫刻家
- フアン・ホセ・シクレ, 彫刻家
- フアン・T・バスケス・マルティン, 画家
- マリオ・ペレス, 画家
- カルメン・ヘレラ, 画家
- ペドロ・アルバーレス・カステージョ, 画家
- ラウール・コラーレス, 写真家
- ラウール・マルティネス, ポップ・アーティスト、画家
- レネ・メデロス, ポスター・アーティスト、グラフィック・デザイナー
- トマス・サンチェス, 画家
- ワルド・ディアス＝ベラール, 画家
- ヴィフレド・ラム, 画家

### 作家と詩人
- デハ・ンワンクパ, 作家.
- アナイス・ニン, 作家.
- アントニオ・ベニテス＝ロホ 作家.

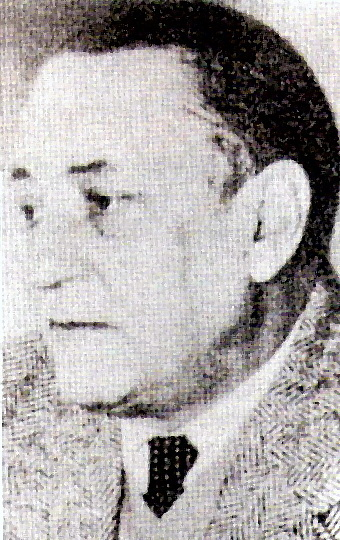
アレホ・カルペンティエル

- ベンハミン・スエルレイン 作家、詩人, 随筆家、アナーキスト.
- ダニエル・チャバリーア, 作家.
- ダイナ・チャビアーノ, 作家.
- カリルダ・オリベール・ラブラ, 詩人.
- ケヴィン・ブリール, 作家.
- ドゥルセ・マリア・ロイナス, 作家.
- エドムンド・デスノエス, 作家.
- ヘルトルディス・ゴメス・デ・アベジャネーダ, 作家、詩人.
- ギリェルモ・カブレラ＝インファンテ, 作家
- エベルト・パディージャ, 詩人
- エクトル・スンバード, 作家、ジャーナリスト、ユーモア人、批評家.
- ホセ・イグナシオ・リベロ, 作家、ジャーナリスト
- ホセ・レサマ・リマ, 作家、詩人.
- ホセ・マリア・エレディア・イ・カンプサーノ, 詩人.
- ホセ・マルティ, 作家、詩人、ジャーナリスト.
- フリアン・デル・カサル, 19世紀の詩人.
- レオナルド・パドゥーラ・フエンテス, 小説家、ジャーナリスト.
- マリアーノ・ブルール, 作家.
- ナンシー・モレホン, 作家.
- ホセ・ゴメス＝シクレ, 芸術批評家、作家.
- ニコラス・ギジェン, 詩人.
- ノルベルト・フエンテス, 作家.
- ペドロ・フアン・グティエレス, 作家、詩人、画家.
- ペドロ・ルイス・ボイテル, 詩人.
- ラウール・リベロ, 詩人、ジャーナリスト.
- レイナルド・アレナス, 作家.
- セベロ・サルドゥイ, 詩人.
- ビルヒリオ・ピニェーラ, 作家、脚本家、詩人、ショート＝ストーリー作家、随筆家.
- ゾエー・バルデス, 作家.

### 作曲家
- アレハンドロ・ガルシア・カトゥルーラ, 交響曲作曲家
- アルセニオ・ロドリゲス ルンバの発展者
- ディディル・エルナンデス, 歌手 作曲家
- エルネスト・レクオナ, しばしば最も偉大なキューバの作曲家とされる
- エステバン・サラス・イ・カストロ, 18世紀キューバのバロック作曲家
- イグナシオ・セルバンテス, ショパン風ピアノの作曲家
- ホセ・ホワイト・ラフィート, ヴァイオリニスト、作曲家
- レオ・ブロウエル, ギタリスト、作曲家
- ヤリル・ゲーラ, 作曲家
- アマデオ・ロルダン, 作曲家、ヴァイオリニスト
- ダマソ・ペレス・プラード, 「マンボの王様」
- アルマンド・ロドリゲス＝ゴンサレス, 作曲家
- アントニオ・ロドリゲス・フェレール, 作曲家
- レネ・トウセ, 作曲家、バンド指揮者、ピアニスト
- アドルフォ・グスマン, 作曲家、オーケストラ・ディレクター、ピアニスト

### 音楽家
- アディス・デメルセデス, 歌手、ソングライター
- アルビータ, 歌手
- アルフレド・デ・ラ・フェ, ミュージシャン
- アル・ホウルヘンセン, インダストリアル・メタルバンドの創設者
- アダルベルト・アルバーレス, ピアニスト、ディレクター、作曲家
- アナ・クリスティーナ, 歌手, 女優, 作曲家
- アンヘル・レジェス, ヴァイオリニスト
- アルマンド・ペラーサ, パーカショニスト
- アルベルト・コラーレス, フルート奏者、ディレクター、アレンジャー、作曲家
- アルトゥーロ・コラーレス, トランペッター
- ベニー・モレー, ミュージシャン
- カンディード・ファブレ, ミュージシャン, ソングライター, and 歌手
- カルロス・マヌエル・プレネーダ, 歌手
- カルロス・バレーラ, 歌手、ソングライター
- セリア・クルス, 歌手
- セリナ・ゴンサーレス, 歌手、ソングライター
- セサル・プピ・ペドローソ, ピアニスト、ミュージシャン
- クリスティーナ・ミラン, 歌手、女優
- チューチョ・バルデス,  ピアニスト、バンドリーダー、作曲家、アレンジャー
- コンパイ・セグンド, ミュージシャン、ソングライター
- コンチータ・エスピノーサ, ピアニスト、教師、預言者
- キューバン・リンク, ラッパー
- キューバン・イト・20.02, ヒップホップバンド
- デイブ・ロンバルド, スレイヤー（ヘビーメタルバンド）のドラマー
- ダビッド・カルサード, ミュージシャン
- ディディエル・エルナンデス, 歌手、ソングライター
- ドン・ディネーロ, ラッパー
- ドナート・ポベーダ,
- エルビス・マヌエル, キューバのレゲトン歌手
- エレナ・ブルーケ, 歌手
- エル・メディコ, ティンバミュージシャン
- エリアデス・オチョア, ギタリスト、歌手
- エミリオ・エステファン productor y compositor
- エルネスト・レクオナ, ピアニスト.
- ファト・ジョー, ラッパー.
- フランシスコ・アグアベージャ, パーカショニスト
- ヘルマン・ノゲイラ・ゴメス, ソングライター、作曲家、プロデューサー
- ヒルベルト・バスケス, サルサ歌手、作曲家
- グロリア・エステファン, 歌手
- ゴンサロ・ルバルカバ, ピアニスト
- ギジェルモ・ポルタバーレス, 歌手, ソングライター
- オラシオ・グティエレス, コンサートピアニスト
- ウンベール・デ・ブランク, ピアニスト
- イブライム・フェレール, ミュージシャン
- イサーク・デルガード, 歌手
- ホルヘ・ボレ, コンサートピアニスト
- ホルヘ・サルディバール, サウンド、ノイズ
- フアン・クロウシエール, ハードロックバンドラットの
- フアン・フォルメル ロス・バン・バンのリーダー
- フアン・デ・マルコス・ゴンサーレス, ミュージシャンベーシスト
- クマリー・マテ, 歌手
- ラ・ルペ, 歌手、プエルトリカンでもある
- レナ, 歌手
- リセーテ, 歌手
- セサル・F・モラレス, クラシックのピアニスト
- ルイス・マヌエル・モリーナ, クラシックのギタリスト、作曲家
- マレーナ・ブルケ, 歌手
- マヌエル・バルエコ, クラシックのギタリスト
- マイラ・ベロニカ, 歌手、モデル、テレビ人
- マノリート・シモーネ, ミュージシャン
- メロウ・マン・エース, ラッパー
- モイセス・バジェ, l ユムリ・イ・スス・エルマーノスのリーダー
- モンゴ・サンタマリーア, ジャズ・ミュージシャン
- モライマ・セカーダ, 歌手
- ネルソン・マルティネス, バリトン
- オダリス・ガルシア, 歌手、モデル、テレビ人
- オルガ・ギジョ, 歌手
- オルランド・カチャイト・ロペス, キューバのベーシスト
- パブロ・ミラネス, 歌手、ソングライター
- ペドロ・ルイス・フェレール 歌手、ソングライター
- ピオ・レイバ, 歌手
- ピトブル, ラッパー
- ラウル・パス 歌手
- レイ・ルイス, 歌手
- ロベルト・ファス, 歌手、指揮者
- ロシータ・フォルネス, 歌手、女優、キューバ初のショーウーマンとして知られ(La Primera Vedette de Cuba)、アメリカ大陸発のショーウーマンでもある (La Primera Vedette de América)
- リタ・マーリー, ボブ・マーリー&ザ・ウェイラーズのバックグラウンド歌手、ボブ・マーリーの妻
- ルベーン・ゴンサーレス, ピアニスト
- ルディー・ペレス, ソングライター、プロデューサー、ミュージシャン、歌手
- ルディー・サルソ, ロックベーシスト
- サンティアゴ・ロドリゲス, ピアニスト
- セン・ドッグ, ラッパー
- シルビオ・ロドリゲス, 歌手、ソングライター
- ティコ・トーレス, ボン・ジョビのドラマー
- ウィリー・チリーノ, 歌手
- ボルタイレ (ミュージシャン), ポピュラー・ゴシック・ミュージシャン
- サビア・クガート, ミュージシャン
- ジャミラ・ゲーラ, 歌手、女優、テレビ人
- ジャリル・ゲーラ, プロデューサー、ミュージシャン、作曲家
- ジョトゥエル・ロメロ, ラッパー
- セイダ・ルガ・ススキ, コンサートピアニスト
- アロルド・ロペス・ヌーサ, ジャズ・ピアニスト
- アルマンド・ガルシア, ギタリスト
- ヘルマン・ガリカ, 歌手、ソングライター

### 映像作家
- フェルナンド・ペレス - 『永遠のハバナ』（2003）
- ウンベルト・パルドン
- ウンベルト・ソラス -『ルシア』（1968）など
- ホルヘ・サンチェス・ルイス
- フアン・カルロス・ベルマータ
- ネイル・ブレネイ
- フアン・パルドン
- ミゲル・コユラ
- フリオ・ガルシア・エスピノーサ - 『エル・メガノ』（1955）など
- サンティアゴ・アルバーレス
- トマス・グティエレス・アレア - 、『低開発の記憶』（1970）、『苺とチョコレート』（1993）など
- ウィル・バスケス
- マヌエル・オクタビオ・ゴメス - 『水の日』（1971）など

### ジャーナリスト
- オスカル・エスピノーサ・チェペ
- ニコラス・ギジェン
- ラウール・リベロ
- パブロ・デ・ラ・トリエンテ・ブラウ
- ヘルマン・ピネージ
- リック・サンチェス
- エクトール・サバンド, 作家, ジャーナリスト、ユーモア、批評家

### ダンサー
- アリシア・アロンソ, プリマバレリーナ、キューバの国立バレエ団のディレクター
- カルロス・アコスタ, プリンシパルダンサー
- ホルヘ・エスキベル, プリンシパルダンサー
- フェルナンド・ブホネス, プリンシパルダンサー
- ホセ・マヌエル・カレーニョ - アメリカンバレエシアターのプリンシパルダンサー
- ロイパ・アラウホ, プリマバレリーナ
- メニーア・マルティネス, バレリーナ
- レニー・クロフト - ストリッパー
- ホセ・フィナ・メンデス, プリマバレリーナ
- マルサ・ガルシア, プリマバレリーナ
- ミルサ・プラー, プリ バレリーナ
- リディア・ディアス・クルス, プリマバレリーナ
- ミゲル・カンパネリア, バレエダンサー、現プエルトリコバレエ団所属
- ビダ・ゲーラ, ビデオダンサー
- ヤト＝セン・チャン, イギリス国立バレエ団のプリンシパルダンサー

### その他のエンターテイメント
- アルバーレス・グエデス, コメディアン、作家
- アナ・マリア・ポーロ, テレビ人、法律家
- カチータ, テレビ人
- クリスティーナ・サラレギ, 雑誌編集者、女優
- ビダ・ゲーラ, モデル/女優
- リリ・エステファン, テレビ人、元モデル
- マルティーラ, テレビ人
- マウリシオ・セイリック, テレビ人
- マイラ・ベロニカ, モデル
- ネルソン・アセンシオ, コメディアン
- ラウール・デ・モリーナ, テレビ人
- ラウール・ムシベイ, フードネットワークのシェフ、作家
- ロサウラ・アンドレウ,
- シーシ (モデル), モデル

## スポーツ

### 野球
- ホセ・アブレイユ, キューバ代表
- ローランド・アローホ, キューバ代表、メジャーリーガー
- ホセ・イグレシアス, メジャーリーガー
- オスマニー・ウルティア, キューバ代表
- ユネル・エスコバー, メジャーリーガー
- トニー・オリバ, メジャーリーガー
- レイ・オルドニェス, メジャーリーガー
- レオ・カーデナス, メジャーリーガー
- ホセ・カーデナル, メジャーリーガー
- ホセ・カンセコ, メジャーリーガー
- バート・キャンパネリス, メジャーリーガー。通算2249安打、649盗塁
- オレステス・キンデラン, キューバ代表
- マイク・クェイヤー, メジャーリーガー
- ユリエスキ・グリエル, キューバ代表, メジャーリーガー, ２０１７年ワールドシリーズ第３戦でドジャースのダルビッシュに対し人種差別的な言動を取った野手。後に謝罪したものの差別行為で２０１８年開幕５試合出場停止
- オスカー・コラス, プロ野球選手。所属中の球団に無断で亡命しNPBから制限選手として公示
- プレストン・ゴメス, メジャーリーグの監督
- トニー・ゴンザレス, メジャーリーガー
- フレディ・ゴンザレス, メジャーリーグの監督。通算710勝
- ホセ・コントレラス, キューバ代表、メジャーリーガー
- ディエゴ・セギ, カンザスシティ・アスレチックス
- ヨエニス・セスペデス, キューバ代表、メジャーリーガー
- フレデリク・セペダ, キューバ代表
- アロルディス・チャップマン, キューバ代表、メジャーリーガー
- ルイス・ティアント, メジャーリーガー。通算229勝
- マーティン・ディーゴ, ニグロリーガーでアメリカ野球殿堂入り
- トニー・テイラー, メジャーリーガー。通算2007安打
- ユリスベル・グラシアルプロ野球選手
- オレステス・デストラーデ, 日本プロ野球選手
- アルフレド・デスパイネ, キューバ代表
- クリストバル・トリエンテ, ニグロリーガーでアメリカ野球殿堂入り
- ダニス・バエス, メジャーリーガー
- アントニオ・パチェコ, キューバ代表
- ラファエル・パルメイロ, メジャーリーガー。通算3020安打、569本塁打
- ダヤン・ビシエド, メジャーリーガー。日本プロ野球でもプレー
- ヤシエル・プイグ, メジャーリーガー
- ハンベルト・フェルナンデス, メジャーリーガー
- アリエル・ペスタノ, キューバ代表
- ユニエスキー・ベタンコート, メジャーリーガー
- オーランド・ペーニャ, メジャーリーガー
- ノルヘ・ベラ, キューバ代表
- スティーブ・ベリャン, ラテンアメリカ出身者初のメジャーリーガー
- ソイロ・ベルサイエス, メジャーリーガー
- オーランド・ヘルナンデス, キューバ代表、メジャーリーガー
- リバン・ヘルナンデス, メジャーリーガー
- トニー・ペレス, メジャーリーガー。通算2732安打、379本塁打、アメリカ野球殿堂入り
- コニー・マレーロ, メジャーリーガー
- ミニー・ミノーソ, メジャーリーガー
- ヘルマン・メサ, キューバ代表
- ホセ・メンデス, ニグロリーガーでアメリカ野球殿堂入り
- ケンドリス・モラレス, メジャーリーガー
- ペドロ・ラソ, キューバ代表
- アレクセイ・ラミレス, キューバ代表、メジャーリーガー
- ペドロ・ラモス, メジャーリーガー
- オマール・リナレス, キューバ代表
- ドルフ・ルケ, メジャーリーガー
- クッキー・ロハス, メジャーリーガー

### ボクシング
- アドルフォ・オルタ, フェザー級オリンピックボクサー
- アリエル・エルナンデス, ミドル級オリンピックボクサー
- アルマンド・マルティネス, ライトミドル級オリンピックボクサー
- ベニー・パレ, ボクサー
- エリセオ・カスティージョ, ボクサー
- フェリックス・サボン, オリンピック金メダルボクサー
- フロレンティーノ・フェルナンデス, ボクサー
- ギレルモ・リゴンドウ, アマチュアボクサー
- ホエール・カサマヨール, ボクサー
- ホルヘ・ルビオ, ボクシングトレーナー
- ホセ・ナポレス, ボクサー
- キッド・チャロル, ボクサー
- エルピディオ・ピサーロ, ヘビー級ボクサー
- キッド・チョコレート, ボクサー
- キッド・ガビラン, ボクサー
- ロレンソ・アラゴン・アルメテーロス オリンピックウェルター級ボクサー
- ルイス・マヌエル・ロドリゲス, ボクサー
- マリオ・キンデラン, オリンピック金メダルボクサー
- ラウール・ゴンサーレス, ボクサー
- ロベルト・バラード, オリンピックスーパーヘビー級ボクサー
- シュガー・ラモス, 世界チャンピオンボクサー
- テオフィロ・ステベンソン, アマチュアボクサー
- ヤンキ・ディアス, ボクサー
- ジュデル・ジョンソン・コデーノ ライトウェルター級オリンピックボクサー
- ユリオルキス・ガンボア フライ級オリンピック金メダルボクサー・WBAフェザー級暫定王者

### 陸上競技
- アルド・アレンシビア, 自転車、金メダリスト
- アルベルト・フアン・トレーナ, バスケットボール、トラック
- アリエセル・ウルティア, 三段跳び
- アナ・フィデリア・キロ 800m
- アニエル・ガルシア, ハードル
- ダイロン・ロブレス, ハードル
- エメテリオ・ゴンサーレス, 槍投げ選手
- エクトル・エレーラ, スプリンター
- イオアムネ・キンテーロ, ハイジャンプ
- イバン・ガルシア, スプリンター
- イバン ペドローソ, ロングジャンプ
- ハビエル・ソトマヨル, トラック、フィールド
- ジョエル・イサシ・, スプリンター
- ジョエル・ラメーラ, スプリンター
- ホルヘ・アギレーラ, スプリンター
- ラサロ・マルティネス, スプリンター
- ルイス・アルベルト・ペレス＝リオンダ, スプリンター
- オスレイディス・メネンデス, 槍投げ
- ロベルト・エルナンデス (アスリート)
- ロベルト・モヤ, 円盤投げ
- ビクトル・モヤ, ハイジャンプ
- ヤルゲリス・サビーネ, ジャンプ
- ジプシ・モレーノ, ハンマー投げ
- ジョアンドリ・ベタンソス, 三段跳び
- ジョエル・ガルシア, 三段跳び
- ジョエル・エルナンデス ハードル
- ジュデルキス・フェルナンデス ロングジャンプ
- ユナイカ・クロフォード, ハンマー投げ
- ジュニエル・エルナンデス, ハードル
- ヤレリス・バリオス, 円盤投げ

### 水泳
- ジョエル・アルマス,
- ネイセール・ベント,  アトランタオリンピック銅メダリスト
- ロドルフォ・ファルコン, アトランタオリンピック銀メダリスト
- レオネル・ベビート・スミス,

### その他
- デボラ・アンドージョ, フリードライビング世界記録保持者
- アルベルト・デルガード, サッカー
- イバン・ドミンゲス, パン・アメリカン・ゲームスで二回の金メダル受賞、サイクリングキューバチャンピオン
- ホセ・ラウール・カパブランカ, チェス世界チャンピオン「チェスのモーツァルト」
- エクトル・ソコーロ,
- イブラヒム・ロハス,
- フアン・コルソ, チェス
- フアン・トゥーニャス, 元キューバのサッカー選手
- ラサロ・ブルソン, チェス・グランドマスター
- ラファエル・A・レクオーナ, 体操選手
- レイ・アンヘル・マルティネス, サッカー
- トマス・フェルナンデス,  1938 FIFAワールドカップのサッカー選手
- ヤネリス・ジュリエ・ラブラーダ・ディアス, テコンドー、オリンピック銀メダリスト
- マイケル・ガリンド, サッカー
- ホルヘ・サンチェス・サルガード, バレーボール選手

## 政治家

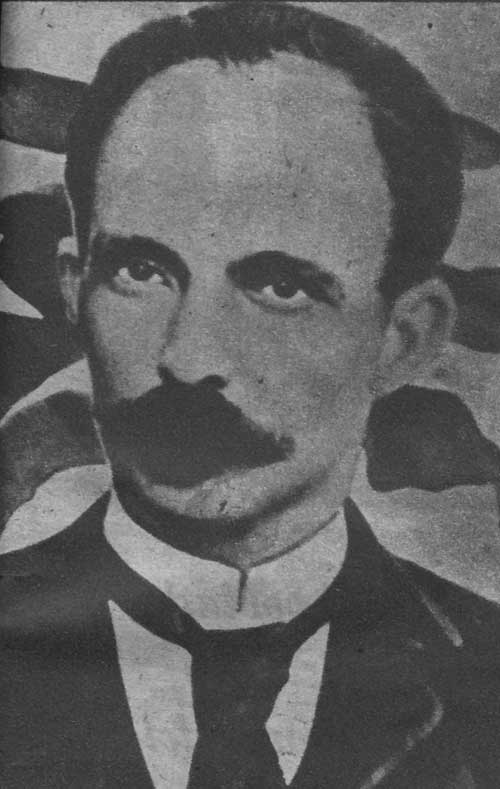
ホセ・マルティ

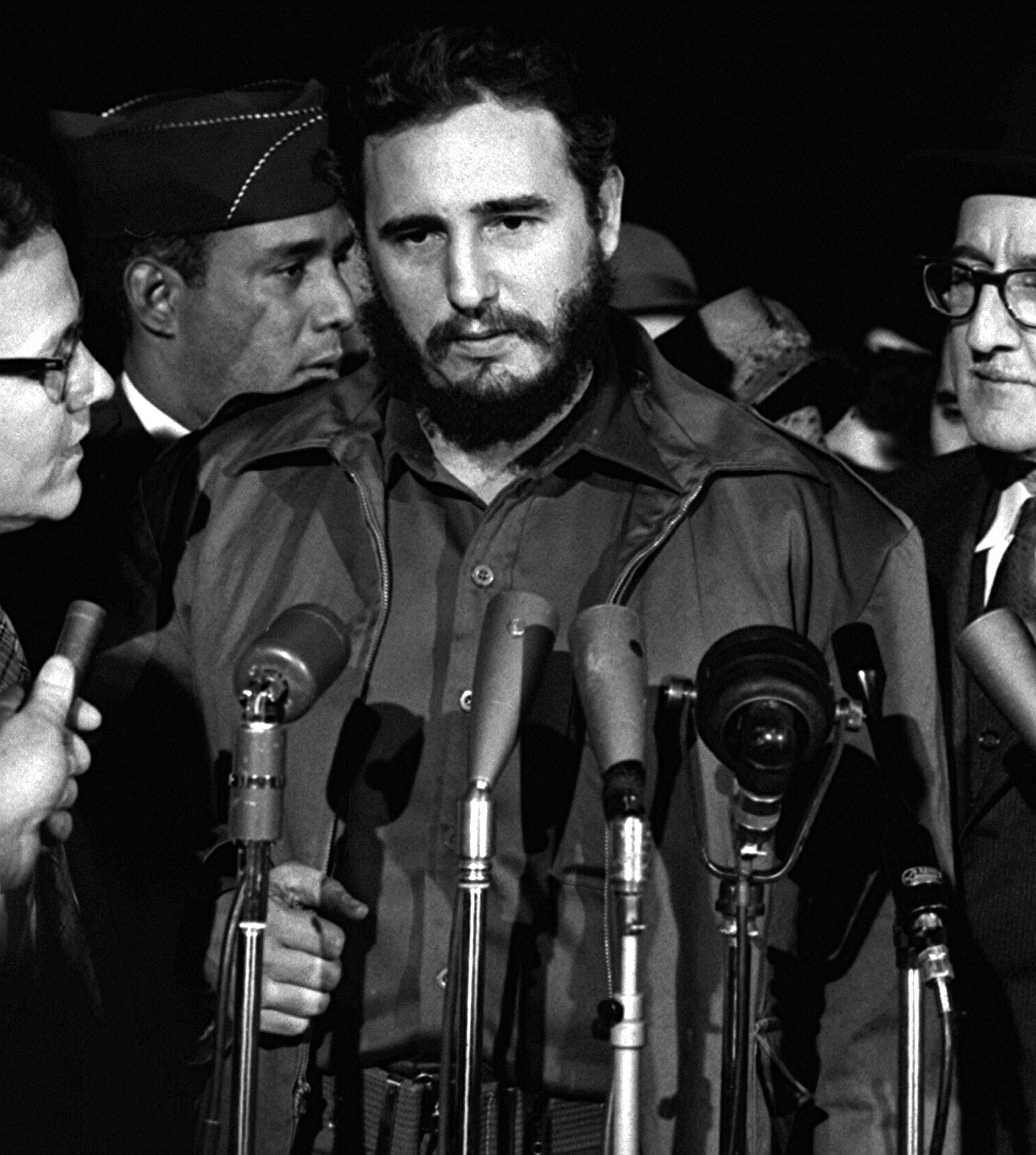
フィデル・カストロ

### 現在の人物
- アベラルド・コロメ・イバーラ
- アルフォンソ・プラーガ＝ペレス, 外交官、OSPAAAL書記長、元 キューバの金利局局長
- カルロス・ラヘ・ダビラ
- フェリペ・ペレス・ロケ
- フィデル・カストロ, 元キューバ共産党第一書記、国家評議会議長
- ホセ・ルイス・ロドリゲス・ガルシア
- ホセ・ラモン・バラゲール・カブレーラ, 現キューバ保健相
- フアン・アルメイダ・ボスケ
- ルイス・ポサーダ・カーリレス キューバのパラミリタリー指導者、テロリスト
- マリエーラ・カストロ,  キューバ国立性教育センターのディレクター、ラウル・カストロの娘
- オスカル・エリアス・ビセ, 内科医、反体制派のラウトン基金の創設者、現在投獄されている
- オスワルド・パヤ,  バレーラ計画の立案者
- ラウール・カストロ, キューバ共産党第一書記、政治局員
- リアネーア・エルナンデス・マルティネス, キューバ国家評議会の最年少メンバー
- ロベルト・フェルナンデス・レンテマール - カサ・デ・ラス・アメリカス総長
- リカルド・アラルコン・デ・ケサーダ
- ローサ・エレーナ・シメオン・ネグリン

### 歴史上の人物
- アベル・サンタマリーア キューバの革命家
- アルシビアデス・イダルゴ 元国連大使
- アナ・ベタンクール 十年戦争の際にキューバの女性権利平等化のために戦った最初の人物
- アンドレス・リベロ・アグエロ,
- アンセルモ・アジエグロ,
- アントニオ・ギテーラス, 政治家、革命家.
- アントニオ・マセオ, 革命家、軍事戦略家
- アルマンド・ハール・ダバロス 政治家、社会主義の指導者
- カミーロ・シエンフエゴス キューバの革命家.
- カルロス・エビア,
- カルロス・マヌエル・ピエドラ
- カルロス・プリオ・ソカーラス, 元大統領
- セリア・サンチェス キューバの革命家
- エドゥアルド・リバス,
- フェデリコ・ラレド・ブル,  キューバの大統領（1936 -1940）
- フェルナンド・タリーダ・デル・マルモル, キューバのアナーキスト.
- ファビオ・グロバール, 社会主義者の指導者
- フルヘンシオ・バティスタ, 元キューバ大統領
- フランク・パイス, 20世紀の革命家.
- ヘラルド・マチャード, 元キューバ大統領（1920-33）
- グスターボ・アルコス,  キューバの革命家、後に反体制のため投獄された
- ウンベール・マトス, キューバの革命家
- イグナシオ・アグラモンテ, 19世紀のキューバの革命家
- ホセ・ミロー・カドーナ, 1959年のキューバの大統領
- ホセ・マルティ, 詩人、哲学者、政治家、作家、革命家
- フアン・カルロス・ロビンソン・アグラモンテ,
- フリオ・アントニオ・メージャ 元祖キューバ共産党の創設者
- マヌエル・ピニェイロ,
- マヌエル・ウルティア・ジェオ, 1959年からしばらくキューバの大統領を務めた人物
- ミゲル・マリアーノ・ゴメス1936年に7ヵ月キューバの大統領を務めた人物
- パウル・ラファルゲ, キューバ生まれのフランスの社会主義者、カール・マルクスの娘婿
- ラファエル・ディアス＝ベラール, バティスタ政権下の政治家、多数派の指導者
- ラモン・グラウ, 元キューバ大統領（1933, 1940-44）
- サトゥルニノ・アンド・マリアーノ・ローラ 19世紀の革命家兄弟
- ビルマ・エスピン, キューバ女性協会の総長、ラウール・カストロの妻
- ビルギリオ・パス・ロメロ, 反カストロ民兵

## 宗教関係者
- ハイメ・ルカス・オルテガ・イ・アラミノ, 枢機卿、ハバナ大司教
- フェリクス・バレーラ,
- アルフレド・ジャグノ＝カナルス - 元補助ハバナ司教
- アグスティン・ロマン  - 退役補助元マイアミ司教
- ブラウリオ・オルエ＝ビバンコ - 元ピナール・デル・リオ司教
- エドゥアルド・トマス・ボー＝マスビダル - 元補助ハバナ司教

## 王侯貴族
- ルクセンブルク大公マリア・テレーサ
- エデルミラ・イグナシア・アドリアーナ・サン・ペドロ＝ロバート, コバドンガ伯爵夫人、アストゥリアス公アルフォンソの最初の妻
- マルタ・エステル・ロカフォール＝アルタサーラ, アストゥリアス公アルフォンソの二人目の妻

## 軍人

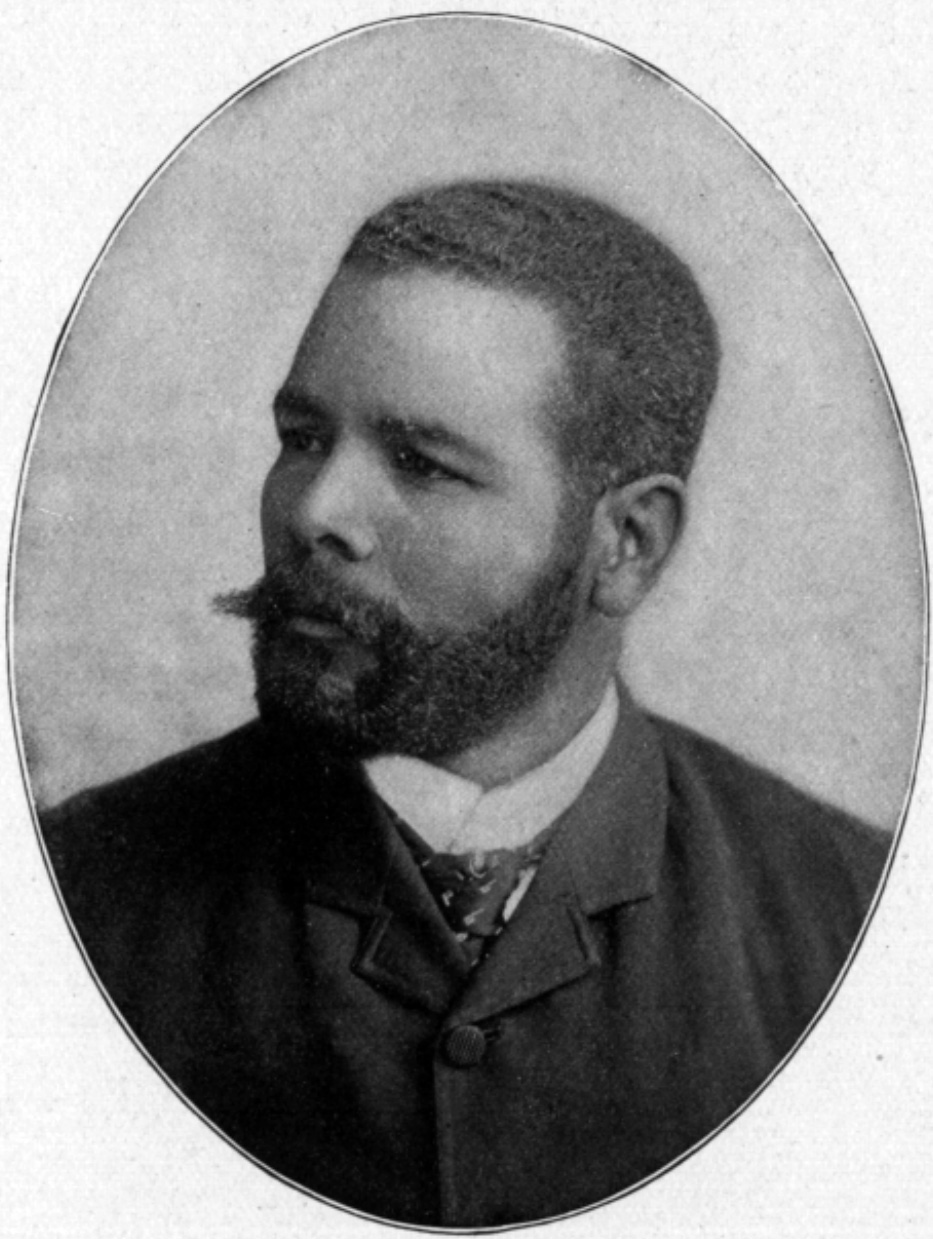
アントニオ・マセオ

- エミリオ・モラ・ビダル (1887年6月9日 – 1937年6月3日) スペイン内戦の際の国粋派の指導者の一人。「第五列」という言葉を生み出したことで知られる
- アルベルト・バーヨ, スペイン内戦の際の共和派の軍人
- アントニオ・マセオ, 第二次キューバ独立戦争の際の副司令官
- アルナルド・オチョア, キューバの将軍、エチオピア、アンゴラ出兵の指揮官
- カリクスト・ガルシア, 十年戦争の際の将軍
- カルロス・マヌエル・デ・セスペデス, 第一次キューバ独立戦争の烽火を挙げた人物
- ヘスス・ソーサ・ブランコ, バティスタ政権下のキューバ軍の大尉
- ホセ・ブラウリオ・アレマン,  米西戦争の際のキューバの将軍
- ホセ・ミゲル・ゴメス, 第二次キューバ独立戦争の将軍
- マヌエル・アルティーメ, 1961年ピッグス湾事件の際の指導者
- マクシモ・ゴメス, 19世紀の独立戦争の将軍
- ペドロ・ルイス・ディエス・ランス, 空軍の軍人、オペレーション40の参加者
- ビクトル・ドレーケ, 社会主義の指導者、軍の将軍、革命家
- トマス・ディエス・アコスタ, 革命家 軍人、歴史家

## 科学
- アルナルド・タマーヨ・メンデス,
- カルロス・フアン・フィンレイ,
- セリア・ヘアール, キューバの物理学者
- フェリペ・ポエイ, 動物学者
- イルダ・モリーナ,
- ホセ・ロペス・ファルコン, 宇宙飛行士、キューバ空軍のパイロット
- フアン・グンドラッチ, 19世紀自然史学者、分類学者.

## その他
- ラモン・カストロ (キューバの革命家), フィデル、ラウルのカストロ兄弟の兄
- ミルタ・ディアス＝バラール, フィデル・カストロの最初の妻
- デルフィン・フェルナンデス, スペインに亡命した政府高官
- グレゴリオ・フエンテス, キューバの船長
- エリアン・ゴンサーレス, エリアン君事件の少年
- イグナシオ・ホセ・ウルティア, 1730年生、歴史家
- ニサ・ビジャポル, キューバの調理師

## 非キューバ在住者
- キューバ系アメリカ人の一覧
- キューバ系メキシコ人の一覧
- キューバ系スペイン人の一覧
- デーン・バウワーズ
- ギジェルモ・カブレラ・インファンテ
- ヤト＝セン・チャン
- シエーナ・ギジョリー
- 第9代マンチェスター侯ウィリアム・モンターグ
- マリア・コンスエロ・イスナガ・デル・バジェ
- タイスマリー・アグエロ
- ミルカ・フランシア
- リバニア・グレノ
- マグデリン・マルティネス
- アレックス・カブレーラ
- マハンドラ・デルフィーノ
- マリエ・デルフィーノ
- リリアナ・ギベーリ
- アルトゥーロ・ミランダ
- エドゥアルド・セブランゴ
- バルバラ・ベルムード
- ミケ・ロウエル
- カルロス・ポンセ
- リタ・マーリー
- シギー・マーリー
- レニー・マルティネス
- マリアネ・ペアール
- オスカル・イサーク